# اجه ارکن
اجه ارکن (انگلیسی: Ece Erken؛ زادهٔ ۱۱ مهٔ ۱۹۷۸) مجری تلویزیون، بازیگر اهل ترکیه است. وی از سال ۱۹۹۰ میلادی تاکنون مشغول فعالیت بوده‌است.